# St. Xavier Academy
Die St. Xavier Academy ist ein denkmalgeschütztes Schulgebäude in Winipis auf der Insel Weno (Chuuk, Mikronesien).
Errichtet wurde das Gebäude auf einem Stück Land, das die katholische Kirche in den 1910er Jahren vom Clan der Pwarakas erwarb. Während des Zweiten Weltkriegs besetzte 1940 die japanische Armee die Insel Weno (früherer Name: Moen). Der Kirchenbesitz wurde beschlagnahmt, um dort eine Radio- und Funkstation zu errichten.
Nach Kriegsende kam das Haus unter US-amerikanische Kontrolle. Erst 1952 wurde es an die katholische Kirche als dessen rechtmäßigen Besitzer zurückgegeben. Im selben Jahr wurde in dem Gebäude die katholische St. Xavier Seminarschule und High School eingerichtet.
Am 30. September 1976 stellte das National Register of Historic Places die Akademie unter Denkmalschutz (National Register 76002209).